# Макмиллан, Александр, 2-й граф Стоктон
Александр Даниэль Алан Макмиллан, 2-й граф Стоктон (англ. Alexander Daniel Alan Macmillan, 2nd Earl of Stockton; род. 10 октября 1943 года) — британский пэр и консервативный политик.

## Биография
Родился 10 октября 1943 года в Озуэстри в графстве Шропшир. Старший сын консервативного политика Мориса Макмиллана, виконта Макмиллана (1921—1984) и Достопочтенной Кэтрин Ормсби-Гор (1921—2017), внук Гарольда Макмиллана, 1-го графа Стоктона (1984—1986), премьер-министра Великобритании в 1957—1963 годах.
Александр Макмиллан получил образование в Итонском колледже, Парижском университете и Стратклайдском университете. Он был членом Европейского парламента от Юго-Западной Англии с 1999 по 2004 год. Он был одним из наследственных пэров, исключенных из Палаты лордов. Он унаследовал титул пэра от своего деда, Гарольда Макмиллана, 1-го графа Стоктона, который был премьер-министром Соединенного Королевства с 1957 по 1963 год, после его смерти в конце 1986 года, так как его отец уже умер.
Он был неудачным кандидатом шестнадцать раз на дополнительных выборах, проведенных среди наследственных пэров за место в Палате лордов, по состоянию на 2019 год. В частности, в 2007 году он занял третье место в конкурсе на замену лорда Моубрея, уступив победителю, лорду Каткарту, и лорду Янгеру из Леки; в 2010 году — выборы на замену лорда Нортеска, он занял второе место позади лорда Янгера из Леки; в 2011 году он проиграл лорду Хэнворту в голосовании на место покойного лорда Страбоги; и в 2014 году он потерял место в пользу графа Оксфорда и Асквита.
На выборах в местный совет в мае 2011 года Стоктон был избран консервативным советником в окружной совет Южного Бакса. Его отец Морис Макмиллан (1921—1984) и его дед предшествовали ему в качестве председателей Macmillan Publishers Ltd., издательства, долгое время принадлежавшего семье. Стоктон продал его немецкой Holtzbrinck group. Он занимал 253-е место в списке богатых людей Sunday Times 2004 года, его состояние оценивалось в 165 миллионов фунтов стерлингов.
Стоктон отремонтировал поместье Хейн со своей нынешней женой в Девоне и выставил его на продажу.
29 апреля 2002 года граф Стоктон появился вместе с несколькими другими родственниками умерших бывших премьер-министров, а также тогдашним премьер-министром Тони Блэром и четырьмя оставшимися в живых бывшими премьер-министрами того времени (Эдвард Хит, Джеймс Каллаган, Маргарет Тэтчер и Джон Мейджор) на обеде в Букингемском дворце, который стал частью празднования Золотого юбилея Елизаветы II.
Граф Стоктон — вице-президент Королевского общества полумесяца в Бате.

## Семья
Граф Стоктон был дважды женат. Его первой женой с 1970 года была Элен Биргитт Гамильтон (? — 8 мая 2015), дочь Алана Дугласа Кристи Гамильтона. Их развод состоялся в 1991 году. У супругов было трое детей:
- Даниэль Морис Алан Макмиллан, виконт Макмиллан из Овендена (род. 9 октября 1974)[13]
- Леди Ребекка Элизабет Макмиллан (род. 1980)
- Леди Луиза Александра Макмиллан (род. 1982)

23 декабря 1995 года граф Стоктон женился вторым браком на Миранде Элизабет Луизе Куорри (27 мая 1947 — 18 марта 2020), дочери Ричарда Бриджеса Сент-Джонса Куорри (1912—2002) и Дианы Элизабет Ллойд (? — 1999), третьей жене Питера Селлерса (1925—1980). Супруги развелись в 2011 году. Их брак был бездетным.